# Shōnen Rival
Shōnen Rival o Monthly Shōnen Rival (En Japonés: 月刊少年ライバル) fue una revista japonesa de manga Shonen con publicación mensual editada por Kodansha, tuvo su primer número el 4 de abril de 2008 al 4 de junio de 2014. Se publicaba el día 4 de cada mes. 
Al igual que con Shueisha Jump Square y Monthly Shonen Sunday de Shogakukan, está dirigido a adolescentes y personas de más de veinte años.
Shōnen Rival era un reemplazo de Cómic Bom Bom, que terminó en diciembre de 2007 debido a la declinación en interés. Shonen Rival siguió la misma suerte y debido a la disminución en el interés la cuestión final es lanzado en 4 de junio de 2014.
Kodansha señaló que está revaluando su línea revista de manga a apuntar para más crecimiento, en busca de otros títulos de éxito como Attack on Titan. Para ello, tuvo que detener la publicación mensual Shōnen Rival y realizar investigaciones para la revista nueva que reemplazará a Shōnen Rival.

## Series
| Título                                             | Autor / Artista             | Fecha                                                        |
| -------------------------------------------------- | --------------------------- | ------------------------------------------------------------ |
| THE iDOLM@STER BREAK! アイドルマスター ブレイク！  | Takuya Fujima               | 4 de septiembre de 2008 - 4 de octubre de 2010               |
| Blazer Drive ブレイザードライブ                    | Seishi Kishimoto            | 4 de abril de 2008 - 29 de diciembre de 2010                 |
| Monster Hunter Orage モンスターハンター オラージュ | Hiro Mashima                | 4 de abril de 2008 - 4 de mayo de 2009                       |
| Holy Talker ホーリートーカー                       | Rando Ayamine               | 4 de abril de 2008 - Temprano 2010                           |
| Ann Cassandra                                      | Gorou Hifumishi Gumi Amashi | 4 de abril de 2008 - diciembre de 2008                       |
| Emma (2008 manga) エンマ                           |                             | 4 de abril de 2008 - 4 de noviembre de 2010                  |
| Zettai Hakase Kolisc 絶対博士コーリッシュ          |                             | 4 de abril de 2008 - diciembre de 2010                       |
| Kitsune no Yomeiri                                 |                             | 4 de abril de 2008 - 4 de julio de 2011                      |
| MAGiCO                                             |                             | 4 de agosto de 2008 - 4 de junio de 2014 (Cambio de revista) |
| Buster Keel                                        | Kenshiro Sakamoto           | 4 de octubre de 2008 - 4 de julio de 2012                    |
| Moyashimon (One Shot)                              |                             | 4 de abril de 2008                                           |
| Hajime no Ippo Gaiden (One Shot)                   |                             | 4 de abril de 2008                                           |
| Akatsuki                                           | Motoki Koide                | Enero de 2009 - diciembre de 2011                            |
| Spray King                                         | Shin Mikuni                 | Enero de 2009 - enero de 2010                                |
| Flags                                              | Ueda Satoshi                | Mayo de 2009 - enero de 2010                                 |
| Otouto Catcher Ore Pitcher De!                     | Shinji Tonaka               | 4 de abril de 2008 - 4 de junio de 2014                      |

## Recepción
En 2008 la revista comenzó originalmente con 300.000 copias en circulación por mes, pero debido a la decline de interés entre lectores que se sentía, se redujo hasta 48.000 copias al mes en 2013.

## Shōnen Magazine Edge
Shōnen Magazine Edge  (少年マガジンエッジ Shōnen magajin'ejji?) es una revista de manga lanzada por Kōdansha el 17 de septiembre de 2015. Fue lanzado debido a la suspensión de Shōnen Rival.

### Obras sobresalientes publicadas en Shōnen Magazine Edge
- Midara na Ao-chan wa Benkyō ga Dekinai
- Edomae Elf
- Hidarite no tame no nijūsō
- Doutei Zetsumetsu Rettou